# さぬきこどもの国
さぬきこどもの国（さぬきこどものくに）は、香川県高松市にある香川県唯一の大型児童館。
高松空港滑走路の南に隣接し、公園や自転車コースを始めプラネタリウムや大型遊具設備も備えた複合施設で、子どもの発達促進や地域全体の健全育成機能を果たすことを目的としている。

## 概要
- 運営者：公益財団法人香川県児童・青少年健全育成事業団
- 所在地：香川県高松市香南町由佐字花折3209番地
- 開館時間：9:00〜17:00、夏休み期間中は9：00〜18：00
- YS-11型航空機実物展示内部公開期間：土、日、祝・休日、春休み、夏休み期間中
  - 公開時間 ：9：00〜16：00（夏休み期間中は9：00〜17：00）
- ことでん60形62号実物展示内部公開期間 : 常時
  - 公開時間 ：9：00〜16：30（夏休み期間中は9：00〜17：30）

滑走路を離着陸する飛行機を間近で見学する事が出来る。そのため、家族連れや航空ファンが訪れ、スポッティングや撮影が行われる。

## 施設

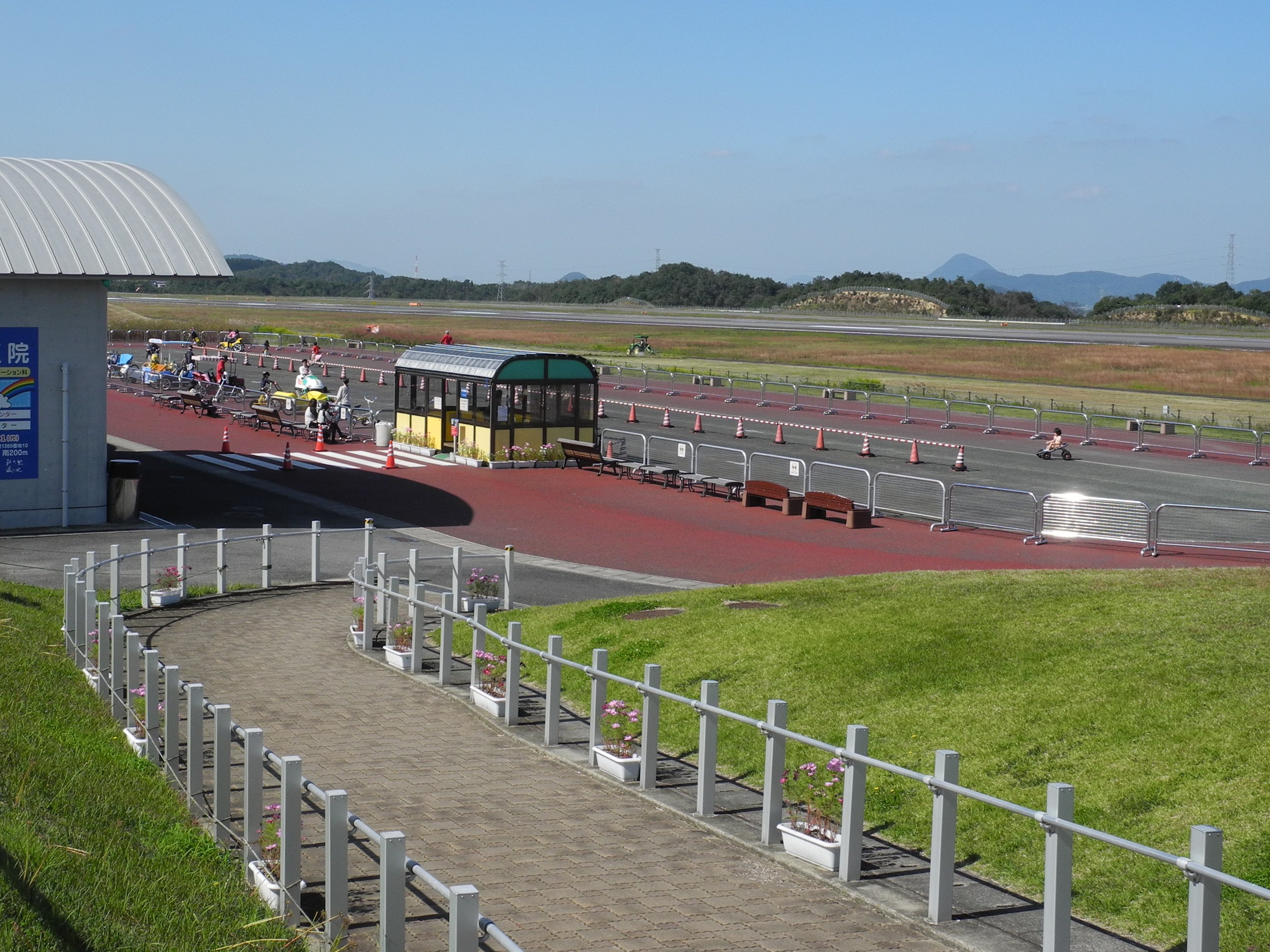
サイクルセンター

### 核エリア
- わくわく児童館
- サイクルセンター
- 芝生広場
- 琴電60形電車62号展示場

### 西ウイングエリア
このエリアの一部は綾歌郡綾川町に属する。
- スペースプラザ
- サイクルルート
- マウンテンバイクルート
- フライングプラザ

### 東ウイングエリア
- お花畑
- YS-11型航空機展示場 - 元エアーニッポン機、機体記号JA8743。
- プレイプラザ
- 展望テラス
- 順陵の石獅子

### その他
- 喫茶コーナー - ご飯、うどん、パスタなどの軽食を提供
- ミュージアムショップ - 近隣のロイヤルファームアカマツがジェラートショップを運営

## 周辺施設
- さぬき空港公園（高松市）
- 高松空港（高松市）
- 高山航空公園（綾川町）

## アクセス
- 高松市中心部から車で約35分
- 土日・祝・休日には、高松空港とさぬきこどもの国を結ぶシャトルバスがあったが、2016年5月1日の運行を最後に廃止された。